# HafenCity
HafenCity, Hamburg-HafenCity, Hafencity – nowo budowana dzielnica w porcie niemieckiego miasta Hamburg, w okręgu administracyjnym Hamburg-Mitte. Powierzchnia nowej dzielnicy wynosi 2,4 km².
Do 2030 roku mają tu powstać mieszkania dla 14 000 osób, do 3000 pokoi hotelowych i miejsca pracy dla 45 000 osób, głównie w sektorze biurowo-usługowym. Ponadto dziennie spodziewanych jest do około 50 000 turystów. Jest to obecnie jeden z największych śródmiejskich projektów zagospodarowania przestrzennego w Europie.

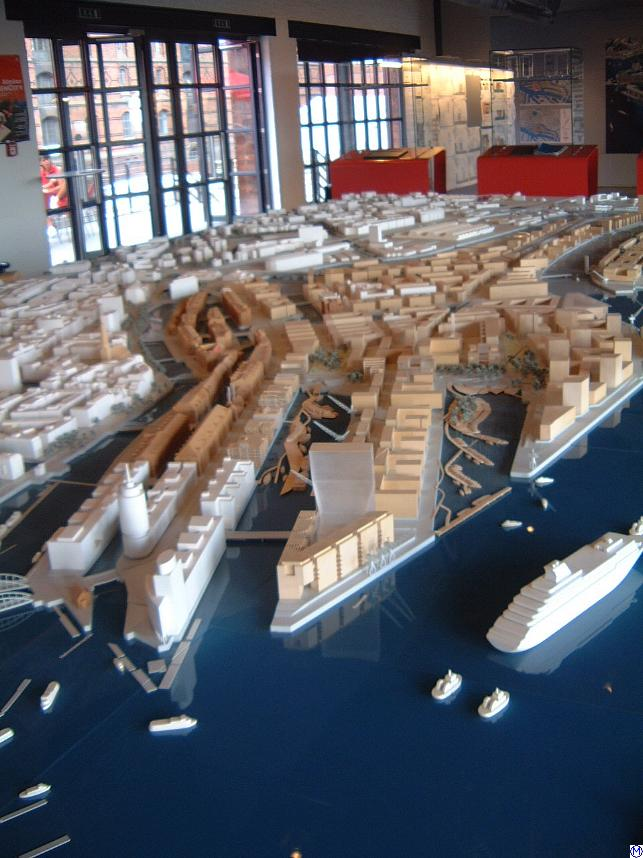
Model HafenCity

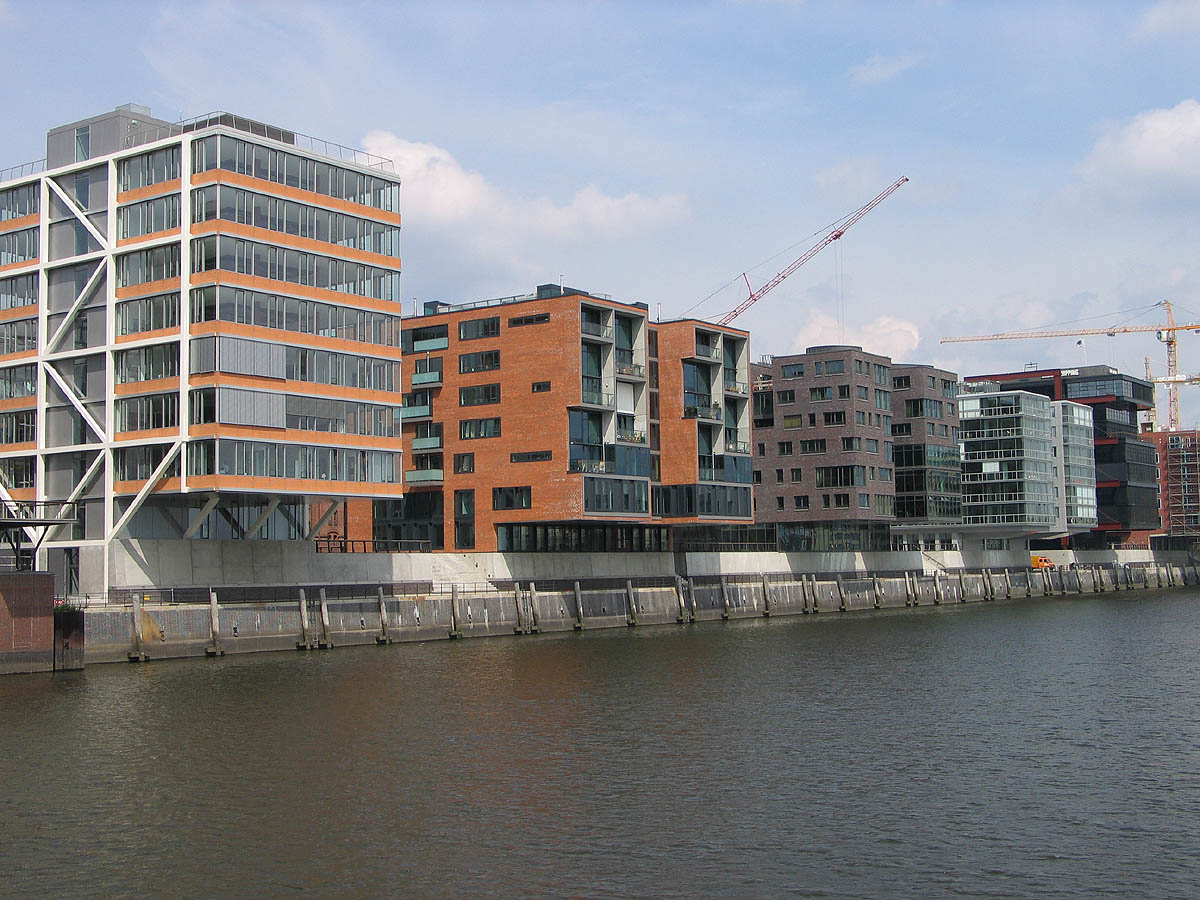
Budynki mieszkalne w HafenCity